# Zona Especial Canaria
La Zona Especial Canaria (ZEC) es un régimen fiscal especial incluido en el Régimen Económico y Fiscal de Canarias (REF). Contempla, entre otras ventajas, un gravamen reducido del 4% de Impuesto sobre Sociedades, la exención de dividendos, intereses y ganancias derivadas de la enajenación de acciones, o la no sujeción a IVA y exención en el IGIC. Su ámbito de aplicación se extiende a todo el archipiélago canario sujeto a requisitos de creación de empleo e inscripción en un registro especial con anterioridad. 
La finalidad de la Zona Especial Canaria es promover el desarrollo económico y social del Canarias y diversificar su estructura productiva, atendiendo a las peculiaridades económicas de las islas derivadas de su carácter insular y ultraperiférico. La ZEC encuentra fundamento en las particularidades económicas y sociales de Canarias, que resultan en una mayor tasa de desempleo, un menor PIB per cápita, mayores costes empresariales y una dependencia del sector turístico, recogidas legalmente en la disposición adicional tercera de la Constitución Española y el artículo 349 del Tratado de Funcionamiento de la Unión Europea.
Está gestionado por el Consorcio de la Zona Especial Canaria, organismo público adscrito al Ministerio de Hacienda, administrado por la Presidencia del organismo y un Consejo Rector formado por expertos nombrados por el Gobierno de España y el Gobierno de Canarias. Entre sus competencias se encuentra promover la Zona Especial Canaria y atraer inversión, la supervisión y el control de las actividades de las entidades inscritas en la Zona Especial Canaria y el cumplimiento de sus requisitos; emitir cuantos informes le sean solicitados en relación con sus competencias; emitir las instrucciones necesarias en relación con sus competencias; o elevar propuestas al Gobierno de España, la ministra de Hacienda y el Gobierno de Canarias sobre medidas o disposiciones relacionadas con dicha Zona que estime necesarias.

## Historia
Canarias ha disfrutado desde 1497 de diferentes exenciones fiscales con el objetivo de favorecer su población, su desarrollo económico y compensar costes extras derivados de su lejanía. En el momento de la incorporación de España a la Unión Europea en 1986, Canarias decidió integrarse en la Comunidad con algunas exclusiones para preservar estas exenciones fiscales, incompatibles con las reglas de ayudas fiscales. Pasados algunos años se consideró que las limitaciones introducidas a la integración con el objetivo de preservar las exenciones y franquicias del Régimen Económico y Fiscal de Canarias resultaban más perjudiciales que beneficiosas en muchos aspectos, por lo que se impulsó revisar el estatus de la integración de Canarias en la Comunidad Económica Europea. Es en el marco de esa reconfiguración en donde aparece la Zona Especial Canaria como mecanismo de compensación a la pérdida de determinadas ventajas, pérdidas derivadas de la mayor integración en el mercado común. 
Así, la ZEC fue aprobada por las Cortes Generales españolas en 1994, si bien sujeta a la autorización de las autoridades comunitarias. Esta primera versión de la ZEC constituía un incentivo enfocado únicamente a personas no residentes en España, aislado del mercado español, y con un intenso incentivo del sector financiero, asegurador y de servicios.
En paralelo a la solicitud de autorización cursada por las autoridades españolas a las autoridades comunitarias, la Unión Europea y la OCDE venían trabajando en el establecimiento de mecanismos para cercar a los paraísos fiscales que condujeron a la aprobación del Código de Conducta de la Unión Europea, y del informe de prácticas fiscales perjudiciales de la OCDE. La ZEC en su versión aprobada en 1994 era claramente incompatible con tales informes y principios. Por ello, la Comisión Europea y el Gobierno de España, junto con las autoridades canarias, recondujeron la propuesta a un incentivo fiscal radicalmente distinto, plenamente compatible con los instrumentos internacionales contra los paraísos fiscales, basado en la sustancia, con exclusión del sector financiero y asegurador y no aislado del mercado doméstico, entre otras cuestiones.
La ZEC fue finalmente autorizada por la Comisión Europea (CE) en enero de 2000, y por el «Real Decreto-Ley 2/2000»., de 23 de junio de 2000. Desde entonces, ha sido renovada en el año 2006, en el año 2014, en el año 2020, en el año 2021 y en el año 2023. En esta última renovación se eliminó el límite fijo previsto en la normativa interna española y se sustituyó por remisión a la normativa europea. Su vigencia sigue la del reglamento de exención por categorías vigente, sujeto a los plazos de renovación de los mapas de ayudas de Estado de finalidad regional, de forma que se renueva de forma automática con la mera comunicación a la Comisión Europea tras la aprobación de tales instrumentos. 

## Requisitos
Para poder disfrutar de los beneficios de la Zona Especial Canaria deben cumplirse los siguientes requisitos:
- Constituir una entidad o sucursal de nueva creación. La ley contempla que puedan haberse desarrollado actividades con anterioridad pero debe crearse una entidad o sucursal de nueva creación antes de la creación de empleo o inversión nueva.

- Tener la sede de dirección efectiva, o la dirección de la actividad en caso de sucursales, en Canarias.

- Que al menos uno de los administradores, o el representante legal de la sucursal, resida en Canarias.

- Crear al menos 5 puestos de trabajo si la actividad está en las islas capitalinas (Tenerife o Gran Canaria), o 3 puestos de trabajo si la actividad está en las islas no capitalinas (Fuerteventura, Lanzarote, La Palma, La Gomera, El Hierro, La Graciosa).

- Invertir al menos 100.000 euros si la actividad está en las islas capitalinas, o 50.000 euros si la actividad está en las islas no capitalinas.

Las empresas innovadoras o de investigación, de sectores audiovisuales, programación, videojuegos y similares, y aquellas intensivas en capital humano no tienen que cumplir con el requisito de inversión 

- Desarrollar una actividad de las dispuestas en el anexo de la Ley 19/1994 (listado muy amplio excluyendo fundamentalmente actividades hoteleras, restauración, financieras, aseguradoras, entidades de tenencia de valores, construcción que no sea rehabilitación) en el ámbito territorial de Canarias.

- Presentar una memoria descriptiva de las actividades a desarrollar, solvencia técnica, solvencia financiera y contribución al desarrollo económico y social.

Para poder aplicar el régimen debe solicitarse con carácter previo la inscripción en el Registro Oficial de Entidades ZEC. No se pueden desarrollar actividades en la nueva sucursal o entidad sin la previa inscripción.

## Beneficios fiscales
Las entidades inscritas en el Registro Oficial de Entidades de la Zona Especial Canaria pueden aplicar los siguientes beneficios:

- 4% de Impuesto sobre Sociedades en lugar del 25% aplicable en el régimen general del impuesto sobre sociedades en España. Este tipo es compatible con otras deducciones o reducciones como la RIC, las deducciones por I+D o por producciones audiovisuales.

- Exención de dividendos, intereses o ganancias de capital satisfechas a cualquier parte del mundo, con excepción de territorios calificados como paraíso fiscal.

- No sujeción al Impuesto sobre el Valor Añadido

- Exención de importaciones en el Impuesto General Indirecto Canario 

- Exención de en el Impuesto General Indirecto Canario de entregas de bienes y prestaciones de servicios entre entidades de la Zona Especial Canaria

- Exención del Impuesto de Transmisiones Patrimoniales Onerosas y Actos Jurídicos documentados sobre operaciones relativas a activos o a documentos relativos a la actividad en la Zona Especial Canaria.

## Presidentes
| Inicio                   | Finalización             | Nombre                                                             | Partido de Gobierno                      |
| ------------------------ | ------------------------ | ------------------------------------------------------------------ | ---------------------------------------- |
| 16 de febrero de 1996    | 15 de septiembre de 2000 | Rafael Molina Petit                                                | PSOE(1996) / Partido Popular (1996-2000) |
| 15 de septiembre de 2000 | 1 de octubre de 2004     | Matilde Pastora Asian González                                     | Partido Popular                          |
| 1 de octubre de 2004     | 2 de julio de 2007       | Juan Romero Pi                                                     | PSOE                                     |
| 3 de julio de 2007       | 12 de noviembre de 2007  | Juan Pérez Rodríguez (Vicepresidente-Presidente en funciones)      | PSOE                                     |
| 12 de noviembre de 2007  | 3 de febrero de 2012     | Juan Alberto Martín                                                | PSOE                                     |
| 2 de febrero de 2012     | 6 de abril de 2018       | Beatriz Barrera Vera                                               | Partido Popular                          |
| 6 de abril de 2018       | 5 de octubre de 2018     | Jimena Delgado-Taramona Hernández                                  | Partido Popular                          |
| 5 de octubre de 2018     | 2 de agosto de 2019      | Antonio Olivera                                                    | PSOE                                     |
| 2 de agosto de 2019      | 11 de enero de 2021      | Pedro Alfonso (Vicepresidente-Presidente en funciones)             | PSOE / PSOE - Unidas Podemos             |
| 19 de enero de 2021      | 20 de enero de 2021      | María José Miranda Martel (Vicepresidenta-Presidenta en funciones) | PSOE - Unidas Podemos                    |
| 21 de enero de 2021      | En el cargo              | Pablo Hernández González-Barreda                                   | PSOE - Unidas Podemos / PSOE - Sumar     |

## Resultados y datos de interés[6][7][8]
Número de empresas inscritas totales en la Zona Especial Canaria
|                      | 2020 | 2021   | 2022   | 2023   | 2024   |
| Empresas inscritas   | 691  | 733    | 757    | 825    | 895    |
| Variación interanual |      | +6,08% | +3,27% | +8,98% | +8,49% |

Número de empresas que presentan declaración en la Zona Especial Canaria
|                                    | 2020 | 2021   | 2022   | 2023   |
| Empresas que presentan declaración | 576  | 625    | 619    | 658    |
| Variación interanual               |      | +8,51% | -0,96% | +6,30% |

Número de empresas que aplican los incentivos de la ZEC
|                                               | 2020 | 2021   | 2022   | 2023   |
| Empresas que aplican los incentivos de la ZEC | 360  | 365    | 388    | 395    |
| Variación interanual                          |      | +1,39% | +6,30% | +1,80% |

Empleos registrados de las empresas de la Zona Especial Canaria
|                      | 2020 | 2021    | 2022    | 2023   | 2024   |
| Número de empleos    | 7693 | 9019    | 10236   | 10687  | 11045  |
| Variación interanual |      | +17,23% | +13,50% | +4,40% | +3,35% |

Importe Neto de la Cifra de Negocio de las empresas activas de la Zona Especial Canaria
|                      | 2020               | 2021               | 2022               | 2023               |
| INCN                 | 2.062.494.699,68 € | 2.983.771.860,92 € | 2.986.682.727,84 € | 3.262.370.582,94 € |
| Variación interanual |                    | +44,67%            | +0,10%             | +9,23%             |

Activos de las empresas activas en la Zona Especial Canaria
|                      | 2020               | 2021               | 2022               | 2023               |
| Activos              | 4.410.652.637,19 € | 3.508.789.989,76 € | 2.189.790.437,66 € | 2.721.310.577,09 € |
| Variación interanual |                    | -20,45%            | -37,59%            | +24,27%            |